# Монури, Мишель Жозеф
Мишель Жозеф Монури (фр. Michel Joseph Maunoury, 17 декабря 1847 – 28 марта 1923) — маршал Франции, военный губернатор Парижа, командующий 6-й армией Франции во время Первой мировой войны.

## Биография
Родился 17 декабря 1847 года в Ментеноне, сын врача. Образование получил в Парижской политехнической школе, в 1867 году вступил на военную службу в артиллерию и прошёл курс наук в Артиллерийской и инженерной школе. В 1869 году произведён в лейтенанты.
В рядах 2-го артиллерийского полка принимал участие во франко-прусской войне 1870—1871 годов и 2 декабря 1870 года был ранен в правую ногу в сражении при Шампиньи, был награждён рыцарским крестом ордена Почётного легиона. В 1874 году получил чин капитана.
В 1883 году Монури был назначен преподавателем артиллерии в Сен-Сирской военной академии. В 1893 году произведён в подполковники и 1897 году — в полковники. 4 октября 1898 года назначен командиром 11-го артиллерийского полка. 30 декабря 1901 года Монури получил чин бригадного генерала и должность командира 9-й пехотной бригады. С 30 октября 1903 года был помощником начальника Генерального штаба.
Произведённый 28 января 1906 года в дивизионные генералы, Монури в августе был назначен командующим всей Парижской артиллерией и начальником Парижской военной школы. С 11 июля 1908 года командовал 15-м армейским корпусом и 30 октября 1909 года — 20-м армейским корпусом.
24 октября 1910 года стал военным губернатором Парижа и членом Военного совета Франции. 17 декабря 1912 года зачислен в запас.
После начала Первой мировой войны Монури вернулся к строевой службе и был назначен сначала командующим Лотарингской армией, а затем и 6-й армией.
Отличился в Первой битве на Марне, победа союзников в котором во многом есть заслуга Монури. 11 марта 1915 года был тяжело ранен в голову, в результате чего ослеп. С 5 ноября 1915 года по 4 апреля 1916 года Монури вновь занимал должность военного губернатора Парижа, после чего оставил пост из-за последствий ранения. По окончании Первой мировой войны он присутствовал при подписании Версальского договора.
Скончался 28 марта 1923 года и 31 марта посмертно был произведён в маршалы Франции. На его похоронах присутствовали маршалы Жоффр и Фош, а также его двоюродный брат Морис Монури (министр внутренних дел Франции). 13 мая 1931 года Монури был перезахоронен в мавзолее Дома Инвалидов в Париже.
Среди прочих наград Монури имел следующие:
- Большой крест ордена Почётного легиона (18 сентября 1914 года)
- Российский орден Святого Георгия 4-й степени (январь 1915 года)
- Военная медаль (1915 год)
- Английский Большой крест ордена Святого Михаила и Георгия (1915)